# Prinzenweg (Braunschweig)
Der Prinzenweg ist eine kurze Straße am südlichen Rand der Innenstadt von Braunschweig, im historischen Weichbild Altstadt.

## Geschichte
Der Prinzenweg verläuft an der südlichen Grenze der mittelalterlichen Altstadt entlang der nur noch als kleiner Rest erhaltenen Stadtmauer aus dem 15. Jahrhundert. Kommt man von Westen über die alte, nach Goslar und dann weiter nach Frankfurt am Main führende Straße, musste man früher durch das Michaelistor und über eine der zahlreichen Brücken über die die Stadt um- und durchfließende Oker. Das Michaelistor wurde 1716/1719 geschlossen, 1789 teilweise und schließlich 1794 vollständig abgerissen. Der Weg war wohl früher die westliche Verlängerung der Südstraße und hatte im Laufe der Jahrhunderte variierende Benennungen, so z. B. 1402 by der goten oder zwischen 1813 und 1857 am alten Michaelistore. Von 1858 bis in die späten 1870er hinein hieß er „Prinzenwinkel“, so verzeichnet die Chronik der Stadt Braunschweig für den 15. Oktober 1874 die „Einweihung des Gebäudes für die 3. mittlere Bürgerschule am Prinzenwinkel (Echternstraße)“. Der Namenswechsel auf die heute noch gültige Benennung „Prinzenweg“ wurde 1879/80 vollzogen, wobei aber unklar ist, was der Auslöser dafür war und woher sich die Bezeichnung ableitet. Für die bis in die neuere Zeit verbreitete Vermutung, sie sei vom nahe gelegenen und nach Prinz Eugen von Savoyen benannten „Eugeniusbollwerk“, einem Teil der Braunschweiger Stadtbefestigung abgeleitet, existieren keine Belege.

### Bauwerke

#### Stadtmauer

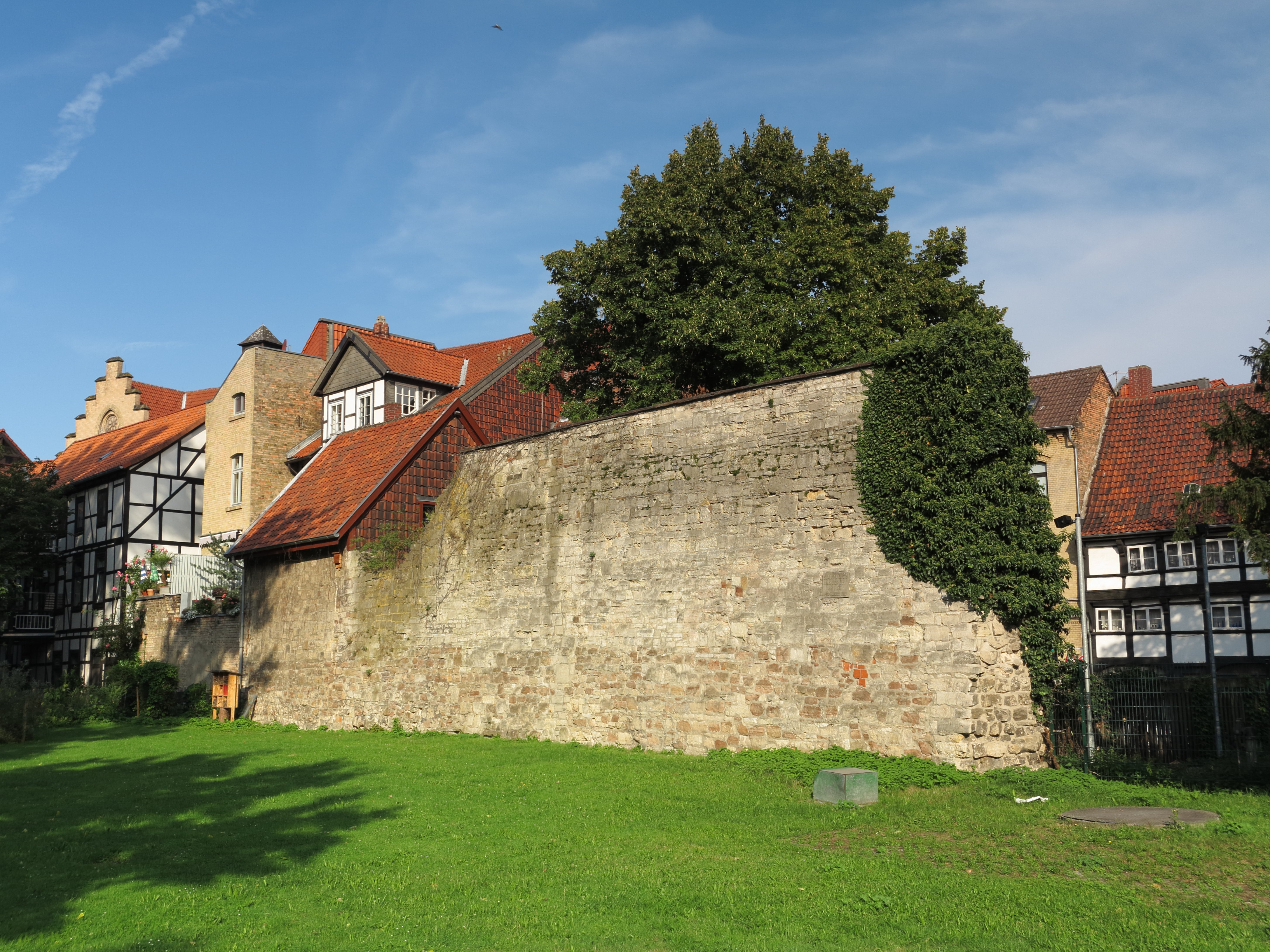
Rest der Stadtmauer aus dem 15. Jahrhundert. Auf ihrer Rückseite verläuft parallel der Prinzenweg.

Entlang eines kleinen Teils der Südseite des Prinzenwegs, an einem kleinen Platz in Richtung Güldenstraße, befinden sich aus dem 15. Jahrhundert stammende Reste der Stadtmauer der Altstadt. Die sich nach oben verjüngende Mauer aus Buntsandstein ist fünf Meter hoch und hatte ursprünglich einen hölzernen Wehrgang. Diese Mauer war Bestandteil der seit ca. 1218 die Gesamtstadt (bestehend aus den fünf Weichbilden Altewiek, Altstadt, Hagen, Neustadt und Sack) umschließenden Verteidigungsanlagen. An diesen Mauerrest angebaut war bis zu seiner Zerstörung im Zweiten Weltkrieg das Haus mit der Assekuranznummer 556 (später Prinzenweg 4).

#### Elf-Apostel-Haus

Das Elf-Apostel-Haus um 1910.

Das dreigeschossige Fachwerkhaus mit der Assekuranznummer 556 wurde wohl 1560 von Steffen Bartram erbaut, in dessen Besitz es sich bis 1591 befand. Ein Balken trug die Aufschrift: „STEFFEN BARTRAM // M // D // LX“ (Steffen Bartram 1560). Zur Straßenseite hin waren an dem Haus plastische Figuren von elf Aposteln angebracht. So wurde es „Elf-Apostel-Haus“ oder auch nur „Apostelhaus“ genannt. Im Jahre 1600 kaufte es Curd Doring, Bürgermeister der Altstadt. 1610 gründete er in diesem Haus und einem Nebenhaus die „Döringsche Stiftung“, ein Beginenhaus. 1897 wohnten dort neun Konventualinnen, 1936 noch drei.
Das Gebäude wurde bei Bombenangriffen während des Zweiten Weltkrieges zerstört. Das Grundstück wurde nach der Trümmerbeseitigung nicht wieder bebaut und erhielt als Mischung aus Gehweg und Platz seinen heutigen Namen „Beginekenworth“, der auf die im zerstörten Elf-Apostel-Haus lebenden Beginen hinweist.

#### Güldenstraße 1, Ecke Prinzenweg
Das noch bestehende Gebäude Güldenstraße 1, Ecke Prinzenweg war das Geburts- und Sterbehaus des Kunsthistorikers und Braunschweigischen Landeskonservators Kurt Seeleke.

## Impressionen

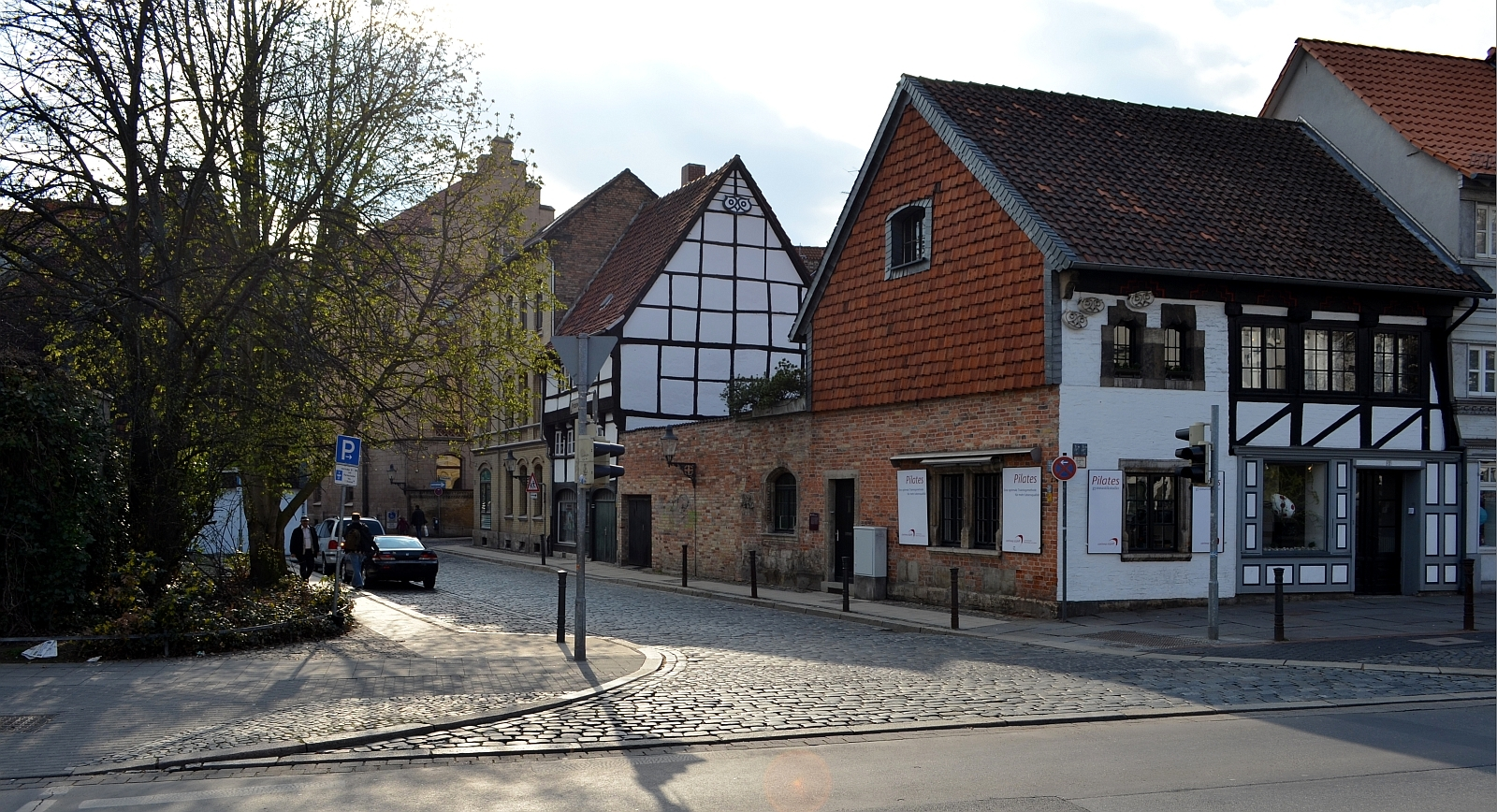
Blick von der Güldenstraße in den Prinzenweg. Das Eckhaus rechts ist das Geburts- und Sterbehaus des Braunschweiger Landeskonservators Kurt Seeleke.
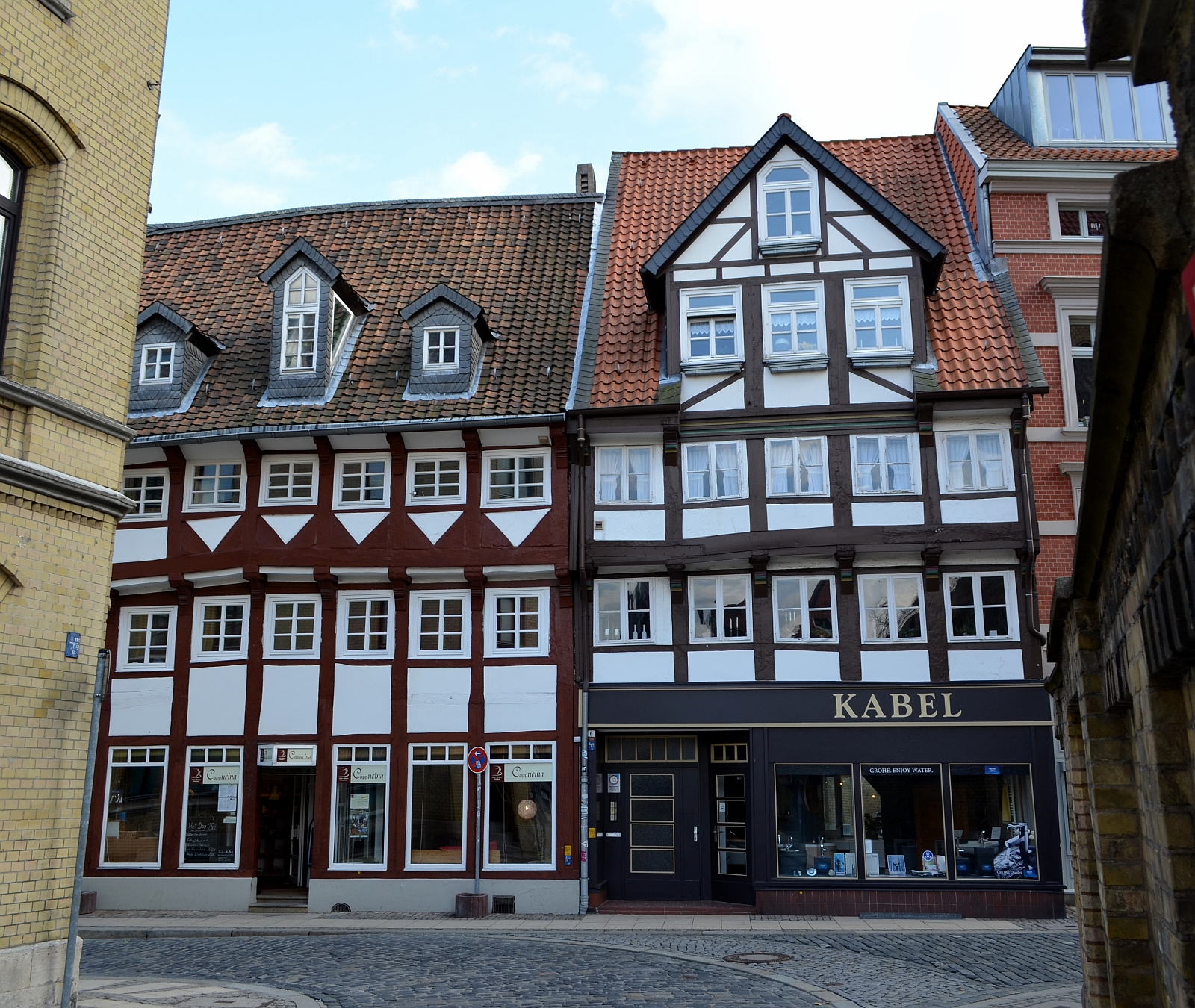
Häuser im Prinzenweg von der Echternstraße aus gesehen.
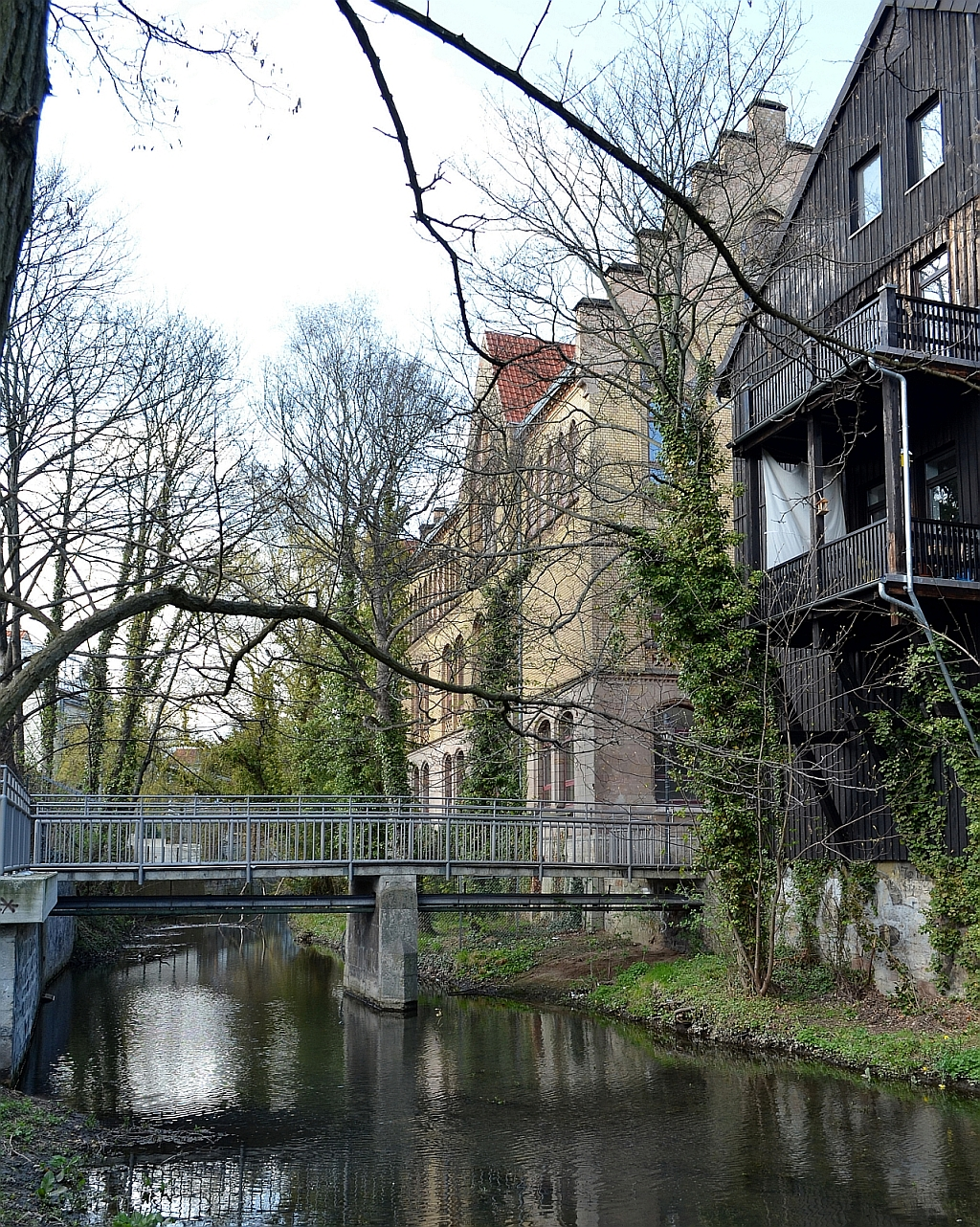
Brücke über den Neustadtmühlengraben, Richtung Wilhelmitorwall (links).